# Districtul Szentes
Szentes (în maghiară Szentesi járás) este un district în județul Csongrád, Ungaria.
Districtul are o suprafață de 813,84 km2 și o populație de 41.249 locuitori (2013).